# Zar Li Moe
Zar Li Moe (tiếng Miến Điện: ဇာလီမိုး; sinh ngày 22 tháng 3 năm 2002) là một người mẫu và hoa hậu người Myanmar, người đã đăng quang cuộc thi Hoa hậu Hoàn vũ Myanmar 2022. Với tư cách là Hoa hậu Hoàn vũ Myanmar, Cô sẽ đại diện cho Myanmar tại cuộc thi Hoa hậu Hoàn vũ 2022 được tổ chức tại New Orleans, Louisiana, Hoa Kỳ.
Cô từng đoạt giải Hoa hậu Du lịch & Văn hóa hoàn vũ Bhamo 2020.

## Cuộc thi sắc đẹp

### Hoa hậu Du lịch & Văn hóa Hoàn vũ Bhamo 2020
Zar Li Moe bắt đầu sự nghiệp thi hoa hậu từ năm 2020, cô đăng quang Hoa hậu Du lịch & Văn hóa Hoàn vũ Bhamo 2020.

### Hoa hậu Hoàn vũ Myanmar 2022
Vào ngày 1 tháng 10 năm 2022, Zar Li Moe đã cạnh tranh với 14 thí sinh khác trong vòng chung kết của cuộc thi Hoa hậu Hoàn vũ Myanmar 2022 được tổ chức tại Grand Ballroom, khách sạn Novotel ở Yangon. Trong cuộc thi, Zar Li Moe đã tiến vào Top 10 và sau đó là Top 5, trước khi được công bố là người chiến thắng của cuộc thi và kế nhiệm là Hoa hậu Hoàn vũ Myanmar 2020 và Top 21 Hoa hậu Hoàn vũ 2020 Thuzar Wint Lwin.

### Hoa hậu Hoàn vũ 2022
Vào ngày 14 tháng 1 năm 2023, Zar Li Moe sẽ đại diện cho Myanmar tại cuộc thi Hoa hậu Hoàn vũ 2022 diễn ra vào ngày 14 tháng 1 năm 2023 tại New Orleans, Louisiana, Hoa Kỳ.